# Manolo García
Manuel García García-Pérez, conegut com a Manolo García (Barcelona, 19 d'agost de 1955), és un cantant català de rock que canta en castellà. Va formar part del grup El Último de la Fila, juntament amb Quimi Portet.

## Biografia
Manolo García començà musicalment com a bateria de grups de ball, actuant a bars i festes locals amb conjunts com Materia Gris. Poc després, unit a altres músics com Antonio Fidel o Esteban Martín comença a crear un repertori propi, formant-se així a Los Rápidos, grup que sols edità un LP amb la discogràfica EMI, Rápidos, el 1981, disc de pop-rock convencional dels vuitanta. A pesar de les bones crítiques, el disc no va tenir suficients vendes i la discogràfica no els va publicar un segon àlbum, del qual ja en tenien la maqueta. Amb Quimi Portet comencen tocant cançons de "Los Rápidos" i no és fins al 1985 que decideixen fundar El Último de la Fila i es converteixen en un dels grups de més èxit durant les dècades de 1980 i 1990, fent gires per tot Espanya i una abundant discografia, fins que el grup es va dissoldre el 1998.
Va iniciar la seva aventura en solitari amb Arena en los bolsillos, un àlbum que va sortir a la llum al maig de 1998 i amb el qual va obtenir un èxit rotund amb més de 700.000 còpies venudes i més de 90 concerts per tot l'Estat. A més, gràcies a aquest treball va aconseguir el premi Ondas al millor artista en directe, dos Amigo al millor solista espanyol i al millor àlbum, i tres Premis de la Música, al millor artista pop, millor elapé i millor producció artística.
El segon disc de l'excantant d'El Último de la Fila es va publicar al maig de 2001 amb el títol Nunca el tiempo es perdido. L'àlbum es va gravar a Avinyonet de Puigventós (Girona), Barcelona i París, i les mescles es van fer a Los Angeles. Amb aquest nou treball va fer una gira de 72 concerts i en els Premis Amigo va ser guardonat com a millor solista masculí espanyol i millor àlbum espanyol.
Para que no se duerman mis sentidos fou el tercer treball de Manolo Garcia en solitari. Després de tres anys de silenci, va tornar amb 16 noves cançons molt variades, una d'elles instrumental, i amb un estil ben diferent al que ens tenia acostumats. En el primer single, que donava nom al disc, ja es podia veure la intensitat, la sensualitat i la varietat musical del disc. El tema, gravat a Salvador de Bahia amb músics brasilers, era un carpe diem, un cant a viure la vida amb els ulls ben oberts per aprofitar-la al màxim. En el seu conjunt, Para que no se duerman los sentidos era un cant a la paraula i a la necessitat de comunicar-se i d'intercanviar sentiments.
La gravació del disc es va fer a tres estudis diferents: Music Lan, a Avinyonet de Puigventós (Girona); Grabaciones Silvestre, a Sant Quirze de Safaja (Barcelona) i Ilha dos Sapos, a Salvador de Bahía (Brasil). Com en els anteriors treballs, el disc va ser produït pel mateix Manolo García amb les coproduccions de Pedro Javier González i Nacho Lesko en algunes de les cançons. La major part dels temes van ser mesclats per Bob Clearmountain, un personatge que havia treballat amb artistes del nivell de Bruce Springsteen, David Bowie o els Rollings Stones. La masterització també va anar a càrrec d'un dels grans, Stephen Marcussen.
Després de quatre llargs anys sense tenir notícies de Manolo García, des de la publicació de Para que no se duerman mis sentidos, el cantant del Poblenou publica el seu quart disc en solitari, que sortirà al carrer el 22 d'abril de 2008. Durant 10 dies ha estat gravant a l'Illa de Creta els arranjaments de cinc de les seves noves composicions amb músics grecs. Ara només li queda introduir-hi la veu i rematar la feina a Kentucky (EUA), on farà les mescles.
El 25 d'octubre de 2011 Manolo García publica el seu cinquè treball, "Los Días Intactos". El disc conté 14 cançons inèdites i el primer single és "Un giro teatral". L'àlbum es grava als estudis Musiclan d'Avinyonet de Puigventós (Girona), i Ocean Way Recording (Los Angeles).
La publicació de Los días intactos es produeix dos anys després d'haver finalitzat la gira del seu treball anterior, Saldremos a la lluvia, que va aparèixer el 2008. Coincidint amb la publicació del disc, l'autor edita també el llibre El fruto de la rama más alta, que conté els escrits, dibuixos i pintures dels últims anys realitzats per l'artista, així com les lletres del nou àlbum.

## Col·laboracions
- 2016: Col·labora a la cançó "Roda el món" del disc Ós Bipolar de Quimi Portet.[6]
- 2016: Col·labora a la cançó "No saps el mal que em fas" del disc Tornar a mare de Ivette Nadal[7]